# Río Shinano
El río Shinano (信濃川, Shinano-gawa) es el río más largo de Japón. Su nombre proviene de la antigua denominación de la actual prefectura de Nagano; los habitantes de la región, sin embargo, lo han llamado habitualmente río Chikuma (千曲川, Chikuma-gawa). Tiene 367 km de longitud y su cuenca, con 11.900 km², es la tercera entre los ríos de Japón. 
El Chikuma tiene su fuente al oeste del monte Kobushi, que se sitúa en la frontera entre las prefecturas de Saitama, Yamanashi y Nagano. En su curso hacia el norte-noroeste pasa por las planicies de Saku, Ueda y Nagano; en esta última se ubica la ciudad de Nagano. Al entrar a la prefectura de Niigata, el río cambia su nombre por "Shinano" y corre hacia el noreste. Pasando la planicie de Tōkamachi, va a dar a la llanura de Echigo. Cerca de la ciudad de Niigata desemboca en el mar del Japón, en el tramo del estrecho de Sado.
El río Shinano y sus afluentes forman muchas planicies en su curso superior y medio. Estos valles han estado habitados desde la Edad Antigua. el río fue una importante vía de transporte fluvial hasta entrado el siglo XIX. 
Sin embargo, la llanura de Echigo, la mayor en toda la cuenca del río, había sido una excepción, debido a las frecuentes inundaciones. Las obras para el control del Shinano inferior comenzaron en el siglo XVI y continuaron durante el período Edo. La relativa seguridad permitió el desarrollo de Niigata como ciudad portuaria, aunque las inundaciones no pudieron detenerse por completo.
La obra más ambiciosa se inició en 1908. En 1922 se completó la vía acuática Ōkōzu (大河津分水路, o río Shinshinano 新信濃川; shin significa "nuevo"), que es un segundo desagüe hacia el mar del Japón. La obra de construcción de la vía acuática Sekiya (関屋分水路), un tercer canal de desagüe, comenzó en 1964 y se completó en 1972. La llanura de Echigo se considera hoy la mejor área para el cultivo de arroz de todo Japón gracias a estas obras.